# Royal Mail Line

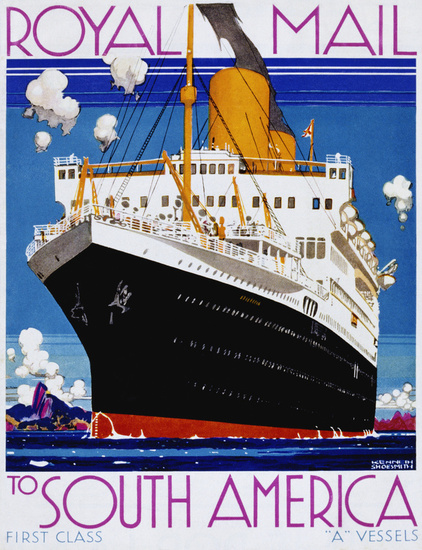
Werbeplakat der Royal Mail Line, ca. 1930

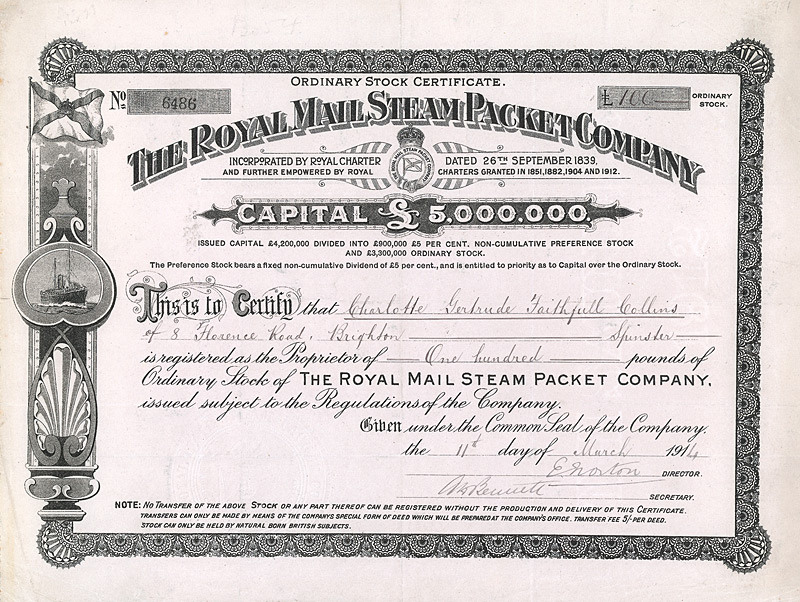
Aktie der Royal Mail Steam Packet Company vom 11. März 1914

Die Royal Mail Line Ltd. (RML) war eine britische Reederei mit Sitz in London, die zwischen 1832 und 1935 existierte. Sie betrieb einen sehr erfolgreichen Liniendienst nach Südamerika und in die Karibik.

## Geschichte
1841 wird die Gesellschaft als Royal Mail Steam Packet Company gegründet um einen Liniendienst von London nach Westindien (Karibik) zu unterhalten. Die Schiffe der Reederei waren leicht daran zu erkennen, dass sie alle nach Flüssen benannt wurden. 1850 erweiterte die Royal Mail Line ihren Liniendienst nach Südamerika. Die Linienverbindung war Southampton – Vigo – Lissabon – Las Palmas – Rio de Janeiro/Santos – Montevideo und Buenos Aires. Die Reederei stieg schnell auf und wurde zu einem der erfolgreichsten britischen Schifffahrtsunternehmen.
Nach 1880 hatte die Royal Mail Line verstärkt mit finanziellen Schwierigkeiten zu kämpfen. Im Laufe der Zeit war der Konkurrenzkampf auf der Südamerika-Route immer härter geworden. Ab 1870 starteten verstärkt neue Unternehmen in diesen Dienst, wie die Hamburg Süd und die französischen Reedereien Compagnie de Chargeurs Réunis und Société Générale de Transport Maritimes, aber auch die Konkurrenz aus dem eigenen Land, in Form der Pacific Steam Navigation Company (gegr. 1838) oder der Reederei Lamport & Holt machte der RML zu schaffen. Die Firma benötigte zwanzig Jahre, bis sie sich wieder stabilisiert hatte.
1906 wurde Sir Owen Philipps, der spätere Lord Kylsant, neuer Generaldirektor der Royal Mail Line und mit ihm begann ein beispielloser Aufstieg der Reederei. In kurzer Folge wurden viele britische Reedereien aufgekauft, 1907 die Shire Line, 1910 die Pacific Steam Navigation Company, 1912 die Union-Castle Line und 1913 die Nelson Line und dazu erwarb man einen Anteil an der Elder Dempster Line und der Glen Line. 1914 gehörte die Royal-Mail-Gruppe zu den einflussreichsten Schifffahrtsunternehmen der Welt.
1920 eröffnete die Royal Mail einige neue Linienverbindungen, ab 1920 wurde London neben Southampton allgemeiner Starthafen aller Überseeverbindungen. 1921 eröffnete die Gesellschaft einen Trans-Pazifik-Dienst mit folgender Verbindung: London/Southampton – Westindien (Karibik) – Kolumbien – Panama – US-Pazifik-Häfen – Vancouver. 1927 übernahm die Royal Mail die Kontrolle über die White Star Line. Das Unternehmen stand auf dem Höhepunkt seiner wirtschaftlichen Entwicklung.
1931 musste die Royal Mail Steam Packet Company im Zuge der Weltwirtschaftskrise von 1929 Konkurs anmelden und Lord Kylsant wurde inhaftiert. Nach einer Übergangsphase wurde das Unternehmen als Royal Mail Line Ltd. reorganisiert und bildete mit der Pacific Steam Navigation Co. einen Verbund (RML/PSNCo Group). Von den Tochterreedereien wurden die Union-Castle Line, Elder Dempster & Company und die White Star Line wieder unabhängig, Shire Line und Glen Line wurden an die Blue Funnel Line (Alfred Holt & Co.) verkauft. Die Schiffe der Nelson Line wurden auf die Royal Mail Line übertragen und die Reederei damit aufgelöst. 1935 erwarb die Furness, Withy-Gruppe einen 50-%-Aktienanteil an der RML/PSNCo.
1965 erwarb Furness, Withy & Company die restlichen 50 %, die Royal Mail blieb aber vorerst noch weitgehend eigenständig. 1970 wurden alle Schiffe der PSNCo auf die Royal Mail Line übertragen, PSNCo bleibt allerdings noch als ihr Manager aktiv.
1980 wurde Furness, Withy durch den Hongkong-Chinesen Tung Chao Yung aufgekauft und im Laufe der 1980er Jahre reorganisiert. 1984 gingen mit der dritten Andes der letzte Neubau für die Reederei in Dienst und bereits 1985 wurden alle Schiffe an die Shaw, Savill & Albion, einer Reederei innerhalb der Furness, Withy-Gruppe, übertragen. Die Royal Mail Line hörte damit auf, als aktive Gesellschaft zu bestehen.
Seit 1990 liegen die Namensrechte an der Royal Mail Line bei der deutschen Reederei Hamburg Süd.

## Schiffe

### Passagierschiffe
| Jahr        | Name               | Tonnage   | Werft                                                                 | Status/Schicksal                                                                                  |
| ----------- | ------------------ | --------- | --------------------------------------------------------------------- | ------------------------------------------------------------------------------------------------- |
| 1841        | Clyde (II)         | 1885 BRT  | R. Duncan & Co. Ltd., Greenock                                        | 1865 außer Dienst und zum Abbruch verkauft                                                        |
| 1841        | Dee (I)            | 1885 BRT  | Scott & Sons Ltd., Greenock                                           | 1862 außer Dienst und zum Abbruch verkauft                                                        |
| 1841        | Trent (II)         | 1885 BRT  | W. Pitcher & Co. Ltd., Northfleet                                     | 1867 außer Dienst und zum Abbruch verkauft                                                        |
| 1841        | Tay                | 1885 BRT  | C. Wood & Co. Ltd., Dumbarton                                         | 1856 bei Vera Cruz (Mexiko) gesunken                                                              |
| 1841        | Thames (I)         | 1885 BRT  | W. Pitcher & Co. Ltd., Northfleet                                     | 1865 außer Dienst und zum Abbruch verkauft                                                        |
| 1841        | Severn (I)         | 1885 BRT  | W. Patterson & Co. Ltd., Bristol                                      | 1856 nach Kollision außer Dienst und Abbruch                                                      |
| 1841        | Solway             | 1800 BRT  | J. McMillan & Co. Ltd., Greenock                                      | 1861 außer Dienst und zum Abbruch verkauft                                                        |
| 1841        | Teviot (I)         | 1800 BRT  | R. Duncan & Co. Ltd., Greenock                                        | 1864 außer Dienst und zum Abbruch verkauft                                                        |
| 1841        | Tweed (I)          | 1800 BRT  | Thompson & Spears Ltd., Clydebank                                     | 1847 bei Yucatan gesunken                                                                         |
| 1841        | Medway (I)         | 2068 BRT  | W. Pitcher & Co. Ltd., Northfleet                                     | 1861 außer Dienst und zum Abbruch verkauft                                                        |
| 1841        | Forth              | 2068 BRT  | R. Menzies & Co. Ltd., Leith                                          | 1849 bei Cartagena (Kolumbien) gesunken                                                           |
| 1842        | Avon (II)          | 2068 BRT  | W. Patterson & Co. Ltd., Bristol                                      | 1863 bei Colon (Venezuela) gesunken                                                               |
| 1847 (1838) | Great Western      | 1340 BRT  | W. Patterson & Co. Ltd., Bristol                                      | 1838 für Great Western S.S.Co. / 1847 an RML / 1856 Abbruch                                       |
| 1851        | Demerara (I)       | 2318 BRT  | W. Patterson & Co. Ltd., Bristol                                      | 1851 gesunken                                                                                     |
| 1851        | Amazon (I)         | 2943 BRT  | R. & H. Green Ltd., Blackwall                                         | 1851 auf Jungfernfahrt ausgebrannt (104 Tote)                                                     |
| 1851        | Parana (I)         | 2943 BRT  | M. Wigram & Co. Ltd., Southampton                                     | 1868 außer Dienst und zum Abbruch verkauft                                                        |
| 1852        | Orinoco (I)        | 2943 BRT  | W. Pitcher & Co. Ltd., Northfleet ´                                   | 1868 außer Dienst und zum Abbruch verkauft                                                        |
| 1852        | La Plata (I)       | 2943 BRT  | R. Steele & Co. Ltd., Greenock                                        | 1871 verkauft                                                                                     |
| 1852        | Magdalena (I)      | 2943 BRT  | W. Pitcher & Co. Ltd., Northfleet                                     | 1866 außer Dienst und zum Abbruch verkauft                                                        |
| 1852        | Solent (I)         | 2230 BRT  | T. & J. White Ltd., Cowes                                             | 1869 außer Dienst und zum Abbruch verkauft                                                        |
| 1853        | Atrato (I)         | 3466 BRT  | Caird & Co. Ltd., Greenock                                            | 1870 außer Dienst und zum Abbruch verkauft                                                        |
| 1854        | Tamar (I)          | 1850 BRT  | W. Pitcher & Co. Ltd., Northfleet                                     | 1871 außer Dienst                                                                                 |
| 1854        | Tyne (I)           | 1603 BRT  | Miller & Ravenhill Ltd., Newcastle                                    | 1875 außer Dienst                                                                                 |
| 1858        | Parramatta         | 3439 BRT  | Thames Ironworks and Shipbuilding and Engineering Co. Ltd., Blackwall | 1859 auf Jungfernfahrt bei Anegada gesunken                                                       |
| 1858 (1855) | Oneida             | 2293 BRT  | Scott & Co. Ltd., Greenock                                            | 1855: / 1858 an RML / 1874 verkauft                                                               |
| 1859        | Shannon            | 3609 BRT  | R. Napier & Sons Ltd., Glasgow                                        | 1875 bei Colon (Venezuela) gesunken                                                               |
| 1860        | Seine              | 3440 BRT  | Thames Ironworks Ltd., Blackwall                                      | 1871 außer Dienst und zum Abbruch verkauft                                                        |
| 1864        | Douro (I)          | 2824 BRT  | Caird & Co. Ltd., Greenock                                            | 1882 bei Kap Finsterre nach Kollision gesunken                                                    |
| 1865        | Rhone              | 2738 BRT  | Millwall Ironworks Ltd., London                                       | 1867 gesunken                                                                                     |
| 1865        | Danube (I)         | 2039 BRT  | Millwall Ironworks Ltd., London                                       | 1871 an Union Steam Ship Company verkauft                                                         |
| 1868        | Newa               | 3025 BRT  | Caird & Co. Ltd., Greenock                                            | 1890 außer Dienst und zum Abbruch verkauft                                                        |
| 1869        | Nile (II)          | 3025 BRT  | Day, Summers & Co. Ltd., Southampton                                  | 1890 an Union Steam Ship Company verkauft und in Roman umbenannt                                  |
| 1870        | Elbe               | 3108 BRT  | John Elder & Co. Ltd., Glasgow                                        | 1902 außer Dienst und zum Abbruch verkauft                                                        |
| 1871        | Boyne              | 3318 BRT  | W. Denny & Bros. Ltd., Dumbarton                                      | 1875 bei Brest (Frankreich) gesunken                                                              |
| 1871        | Tagus (I)          | 3298 BRT  | John Elder & Co. Ltd., Glasgow                                        | 1897 außer Dienst und zum Abbruch verkauft                                                        |
| 1871        | Moselle            | 3298 BRT  | John Elder & Co. Ltd., Glasgow                                        | 1891 bei Colon (Venezuela) gesunken                                                               |
| 1874        | Minho (I)          | 2564 BRT  | Barclay, Curle & Co. Ltd., Glasgow                                    | 1878 verkauft                                                                                     |
| 1874        | Mondego            | 2564 BRT  | Tod & McGregor Ltd., Glasgow                                          | 1888 verkauft                                                                                     |
| 1874        | Guardiana          | 2504 BRT  | London & Glasgow Co. Ltd., Glasgow                                    | 1885 bei Paredes-Untiefen (Brasilien) aufgelaufen und gesunken                                    |
| 1875 (1872) | Don                | 4028 BRT  | Cammell Laird & Co. Ltd., Birkenhead                                  | 1872 für PSNCo / 1875 an RML / 1901 Abbruch                                                       |
| 1875 (1872) | Para               | 3805 BRT  | Cammell Laird & Co. Ltd., Birkenhead                                  | 1872 für PSNCo / 1875 an RML / 1901 Abbruch                                                       |
| 1877        | Medway (II)        | 3687 BRT  | John Elder & Co. Ltd., Glasgow                                        | 1899 außer Dienst und zum Abbruch verkauft                                                        |
| 1878 (1873) | Trent (II)         | 2923 BRT  | Henderson & Co. Ltd., Renfrew                                         | 1873 ex Vancouver / 1878 an RML / 1897 Abbruch                                                    |
| 1878 (1873) | Tamar (II)         | 2923 BRT  | Henderson & Co. Ltd., Renfrew                                         | 1873 ex Vasco da Gama / 1878 an RML / 1897 Abbruch                                                |
| 1879        | Derwent (II)       | 2641 BRT  | R. Thompson & Co. Ltd., Sunderland                                    | 1902 außer Dienst und zum Abbruch verkauft                                                        |
| 1880        | Avon (II)          | 2641 BRT  | J. Laing & Co. Ltd., Sunderland                                       | 1903 außer Dienst und zum Abbruch verkauft                                                        |
| 1880        | Humber             | 2641 BRT  | London & Glasgow Co. Ltd., Glasgow                                    | 1885 verschollen (66 Tote)                                                                        |
| 1882        | Esk (II)           | 2641 BRT  | Barrow SB Co. Ltd., Barrows                                           | 1909 außer Dienst und zum Abbruch verkauft                                                        |
| 1882        | Dart (I)           | 2641 BRT  | R. Dixon & Co. Ltd., Middlesbrough                                    | 1884 bei Santos gesunken                                                                          |
| 1882 (1879) | La Plata (II)      | 3240 BRT  | R. Napier & Sons Ltd., Glasgow                                        | 1879 ex Norfolk / 1882 an RML / 1893 verkauft                                                     |
| 1886        | Orinoco (II)       | 4434 BRT  | Caird & Co. Ltd., Greenock                                            | 1909 außer Dienst und zum Abbruch verkauft                                                        |
| 1889        | Atrato (II)        | 5386 BRT  | R. Napier & Sons Ltd., Glasgow                                        | 1912 verkauft                                                                                     |
| 1889        | Magdalena (II)     | 5946 BRT  | R. Napier & Sons Ltd., Glasgow                                        | 1921 außer Dienst und zum Abbruch verkauft                                                        |
| 1890        | Clyde (II)         | 5946 BRT  | R. Napier & Sons Ltd., Glasgow                                        | 1913 außer Dienst und zum Abbruch verkauft                                                        |
| 1890        | Thames (II)        | 5946 BRT  | R. Napier & Sons Ltd., Glasgow                                        | 1914 an Royal Navy verkauft                                                                       |
| 1893        | Danube (II)        | 5946 BRT  | J. & G. Thomson Ltd., Glasgow                                         | 1920 verkauft                                                                                     |
| 1893        | Nile (II)          | 5946 BRT  | J. & G. Thomson Ltd., Glasgow                                         | 1911 verkauft                                                                                     |
| 1899        | Tagus (II)         | 5545 BRT  | R. Napier & Sons Ltd., Glasgow                                        | 1920 verkauft                                                                                     |
| 1900        | Trent (III)        | 5573 BRT  | R. Napier & Sons Ltd., Glasgow                                        | 1915 an Royal Navy verkauft                                                                       |
| 1901 (1882) | La Plata (III)     | 4464 BRT  | R. Napier & Sons Ltd., Glasgow                                        | 1882 ex Moor / 1901 an RML / 1908 verkauft                                                        |
| 1905        | Aragon (I)         | 9588 BRT  | Harland & Wolff Ltd., Belfast                                         | 1917 bei Alexandria torpediert und gesunken (610 Tote)                                            |
| 1906        | Amazon (II)        | 10037 BRT | Harland & Wolff Ltd., Belfast                                         | 1918 bei Irland torpediert und gesunken                                                           |
| 1906        | Araguaya           | 12105 BRT | Workman, Clark & Co. Ltd., Belfast                                    | 1930 verkauft                                                                                     |
| 1907        | Avon (III)         | 12105 BRT | Harland & Wolff Ltd., Belfast                                         | 1930 außer Dienst und zum Abbruch verkauft                                                        |
| 1908        | Asturias (I)       | 12015 BRT | Harland & Wolff Ltd., Belfast                                         | 1923: Arcadian-Kreuzfahrten / 1933 Abbruch                                                        |
| 1911        | Deseado (I)        | 11484 BRT | Harland & Wolff Ltd., Belfast                                         | 1934 außer Dienst und zum Abbruch verkauft                                                        |
| 1912        | Drina (I)          | 11483 BRT | Harland & Wolff Ltd., Belfast                                         | 1917 bei Milford Haven torpediert und gesunken                                                    |
| 1912        | Desna              | 11484 BRT | Harland & Wolff Ltd., Belfast                                         | 1933 außer Dienst und zum Abbruch verkauft                                                        |
| 1912        | Demarara           | 11484 BRT | Harland & Wolff Ltd., Belfast                                         | 1933 außer Dienst und zum Abbruch verkauft                                                        |
| 1912        | Darro (I)          | 11484 BRT | Harland & Wolff Ltd., Belfast                                         | 1933 außer Dienst und zum Abbruch verkauft                                                        |
| 1911        | Arlanza (I)        | 15044 BRT | Harland & Wolff Ltd., Belfast                                         | 1938 außer Dienst und zum Abbruch verkauft                                                        |
| 1913        | Andes (I)          | 15620 BRT | Harland & Wolff Ltd., Belfast                                         | 1929: Atlantis-Kreuzfahrten / 1952 Abbruch                                                        |
| 1913        | Alcala             | 10660 BRT | Workman, Clark & Co. Ltd., Belfast                                    | 1932 außer Dienst                                                                                 |
| 1913 (1889) | Caribbean          | 5625 BRT  | Fairfield SB & Eng. Co. Ltd., Glasgow                                 | 1889: ex Dunottar Castle, Union-Castle Line / 1913 RML / 1915 gesunken                            |
| 1913 (1893) | Chaleur            | 4917 BRT  | Harland & Wolff Ltd., Belfast                                         | 1893: ex Goth, Union Line / 1913 RML / 1927 außer Dienst                                          |
| 1913 (1893) | Cobequid           | 4917 BRT  | Harland & Wolff Ltd., Belfast                                         | 1893: ex Gaul, Union Line / 1913 RML / 1915 gesunken                                              |
| 1913 (1894) | Chignecto          | 4917 BRT  | Harland & Wolff Ltd., Belfast                                         | 1893: ex Greek, Union Line / 1913 RML / 1927 außer Dienst                                         |
| 1913 (1894) | Caraquet           | 4917 BRT  | Harland & Wolff Ltd., Belfast                                         | 1893: ex Guelph, Union Line / 1913 RML / 1923 bei Bermuda gesunken                                |
| 1914        | Alcantara (I)      | 16034 BRT | Harland & Wolff Ltd., Belfast                                         | 1916 durch dt. Hilfskreuzer Greif versenkt                                                        |
| 1915        | Almanzora          | 16034 BRT | Harland & Wolff Ltd., Belfast                                         | 1948 außer Dienst und zum Abbruch verkauft                                                        |
| 1914        | Essequibo (II)     | 8490 BRT  | Workman, Clark & Co. Ltd., Belfast                                    | 1922 an Pacific Steam Navigation Company übertragen                                               |
| 1915        | Ebro (III)         | 8490 BRT  | Workman, Clark & Co. Ltd., Belfast                                    | 1922 an Pacific Steam Navigation Company übertragen                                               |
| 1921 (1914) | Orduna             | 15499 BRT | Harland & Wolff, Belfast                                              | 1914 für Pacific Steam Navigation Company / 1914 an Cunard / 1921 an RML / 1927 zurück an Pacific |
| 1921 (1914) | Orbita             | 15495 BRT | Harland & Wolff, Belfast                                              | 1914 für Pacific Steam Navigation Company / 1914 an Cunard / 1921 an RML / 1927 zurück an Pacific |
| 1921 (1918) | Orca               | 14120 BRT | Harland & Wolff, Belfast                                              | 1918 für Pacific Steam Navigation Company / 1921 an RML / 1927 an WSL, Calgaric                   |
| 1923 (1920) | Ohio               | 18490 BRT | AG „Weser“, Bremerhaven                                               | 1920 ex München für NDL / 1920 an RML, 1923 in Dienst / 1927 an White Star, Albertic              |
| 1926        | Asturias (II)      | 22048 BRT | Harland & Wolff Ltd., Belfast                                         | 1957 außer Dienst und zum Abbruch verkauft                                                        |
| 1927        | Alcantara (II)     | 22181 BRT | Harland & Wolff Ltd., Belfast                                         | 1958 außer Dienst und zum Abbruch verkauft                                                        |
| 1932 (1928) | Highland Chieftain | 14157 BRT | Harland & Wolff Ltd., Belfast                                         | 1928 für Nelson Line / 1932 an RML / 1959 verkauft                                                |
| 1932 (1928) | Highland Monarch   | 14157 BRT | Harland & Wolff Ltd., Belfast                                         | 1928 für Nelson Line / 1932 an RML / 1960 Abbruch                                                 |
| 1932 (1929) | Highland Brigade   | 14157 BRT | Harland & Wolff Ltd., Belfast                                         | 1929 für Nelson Line / 1932 an RML / 1959 verkauft                                                |
| 1932 (1930) | Highland Princess  | 14157 BRT | Harland & Wolff Ltd., Belfast                                         | 1930 für Nelson Line / 1932 an RML / 1959 verkauft                                                |
| 1932 (1931) | Highland Patriot   | 14157 BRT | Harland & Wolff Ltd., Belfast                                         | 1931 für Nelson Line / 1932 an RML / 1940 torpediert (66 Tote)                                    |
| 1939        | Andes (II)         | 26689 BRT | Harland & Wolff Ltd., Belfast                                         | 1971 außer Dienst und zum Abbruch verkauft                                                        |
| 1949        | Magdalena (III)    | 17547 BRT | Harland & Wolff Ltd., Belfast                                         | 1949 auf der Jungfernfahrt bei Rio de Janeiro gesunken                                            |
| 1959        | Amazon (III)       | 20362 BRT | Harland & Wolff Ltd., Belfast                                         | 1972 an SS&A übertragen                                                                           |
| 1959        | Aragon (II)        | 20362 BRT | Harland & Wolff Ltd., Belfast                                         | 1972 an SS&A übertragen                                                                           |
| 1959        | Arlanza (II)       | 20362 BRT | Harland & Wolff Ltd., Belfast                                         | 1972 an SS&A übertragen                                                                           |
| 1969 (1949) | Derwent (III)      | 13594 BRT | Cammell Laird & Co. Ltd., Birkenhead                                  | 1949 für SS&A / 1969 an RML / 1972 Abbruch                                                        |

### Frachtschiffe
| Jahr        | Name            | Tonnage   | Werft                                      | Status/Schicksal                                                       |
| ----------- | --------------- | --------- | ------------------------------------------ | ---------------------------------------------------------------------- |
| 1896        | Ebro (II)       | 3445 BRT  | R. Napier & Sons Ltd., Glasgow             | 1903 verkauft                                                          |
| 1896        | Minho (II)      | 3445 BRT  | R. Napier & Sons Ltd., Glasgow             | 1903 verkauft                                                          |
| 1896        | La Plata (III)  | 3445 BRT  | R. Napier & Sons Ltd., Glasgow             | 1900 verkauft                                                          |
| 1898        | Severn (III)    | 3780 BRT  | R. Dixon & Co. Ltd., Middlesbrough         | 1913 verkauft                                                          |
| 1900        | Tyne (III)      | 3207 BRT  | R. Napier & Sons Ltd., Glasgow             | 1917 im Ärmelkanal torpediert und gesunken                             |
| 1902        | Tamar (III)     | 3207 BRT  | Craig, Taylor & Co. Ltd., Stockton         | 1915 durch dt. Hilfskreuzer Kronprinz Wilhelm gekapert und versenkt    |
| 1902        | Dee (III)       | 2318 BRT  | Craig, Taylor & Co. Ltd., Stockton         | 1914 verkauft                                                          |
| 1904        | Potaro (I)      | 4538 BRT  | Harland & Wolff Ltd., Belfast              | 1915 durch dt. Hilfskreuzer Kronprinz Wilhelm gekapert und versenkt    |
| 1904        | Parana (II)     | 4538 BRT  | Workman, Clark & Co. Ltd., Belfast         | 1933 außer Dienst                                                      |
| 1904        | Pardo (I)       | 4538 BRT  | Harland & Wolff Ltd., Belfast              | 1934 außer Dienst                                                      |
| 1904        | Conway (II)     | 2628 BRT  | Armstrong, Whitworth & Co. Ltd., Newcastle | 1930 außer Dienst                                                      |
| 1904        | Catalina        | 2628 BRT  | Armstrong, Whitworth & Co. Ltd., Newcastle | 1922 verkauft                                                          |
| 1904        | Caroni          | 2628 BRT  | Armstrong, Whitworth & Co. Ltd., Newcastle | 1915 torpediert und gesunken                                           |
| 1906 (1892) | Manau           | 2745 BRT  | R. Dixon & Co. Ltd., Middlesbrough         | 1892: ex Transvaal, Bucknall Line / 1906 RML / 1906 bei Bahia gesunken |
| 1906 (1892) | Marima          | 2745 BRT  | R. Dixon & Co. Ltd., Middlesbrough         | 1892: ex Zulu, Bucknall Line / 1906 RML / 1911 verkauft                |
| 1908        | Arzila          | 2722 BRT  | J. Laing & Co. Ltd., Sunderland            | 1922 verkauft                                                          |
| 1908        | Agadir          | 2722 BRT  | J. Laing & Co. Ltd., Sunderland            | 1922 verkauft                                                          |
| 1909        | Berbice (I)     | 2467 BRT  | Harland & Wolff Ltd., Belfast              | 1920 verkauft                                                          |
| 1909        | Balantia (I)    | 2467 BRT  | Harland & Wolff Ltd., Belfast              | 1922 verkauft                                                          |
| 1914 (1899) | Chaudiere       | 3986 BRT  | R. Dixon & Co. Ltd., Middlesbrough         | 1899: ex Mandigo, Elder, Dempster & Co. / 1914 RML / 1927 außer Dienst |
| 1914        | Barima          | 1498 BRT  | Caledon SB & Eng. Co. Ltd., Dundee         | 1923 verkauft                                                          |
| 1914        | Belize (II)     | 1498 BRT  | Caledon SB & Eng. Co. Ltd., Dundee         | 1923 verkauft                                                          |
| 1916 (1894) | Larne (III)     | 3808 BRT  | R. Napier & Sons Ltd., Glasgow             | 1894: ex Aldenham / 1916 RML / 1918 verkauft                           |
| 1918        | Navasota        | 8803 BRT  | Swan, Hunter & W. R. Ltd., Newcastle       | 1939 torpediert und gesunken                                           |
| 1919        | Nagara          | 8803 BRT  | Swan, Hunter & W. R. Ltd., Newcastle       | 1943 torpediert und gesunken                                           |
| 1919        | Narenta         | 8803 BRT  | Workman, Clark & Co. Ltd., Belfast         | 1939 verkauft                                                          |
| 1920        | Nictheroy       | 8803 BRT  | Workman, Clark & Co. Ltd., Belfast         | 1937 verkauft                                                          |
| 1920        | Natia           | 8803 BRT  | A. Stephen & Sons Ltd., Glasgow            | 1940 durch dt. Hilfskreuzer gekapert und versenkt                      |
| 1920        | Nariva          | 8803 BRT  | A. Stephen & Sons Ltd., Glasgow            | 1940 durch dt. Hilfskreuzer gekapert und versenkt                      |
| 1920        | Nebraska        | 8803 BRT  | Workman, Clark & Co. Ltd., Belfast         | 1944 torpediert und gesunken                                           |
| 1919        | Sambre          | 5295 BRT  | Short Bros. & Co. Ltd., Sunderland         | 1940 torpediert und gesunken                                           |
| 1919        | Segura (II)     | 5295 BRT  | Richardson, Duck & Co. Ltd., Newcastle     | 1935 verkauft                                                          |
| 1919        | Somme           | 5295 BRT  | Short Bros. & Co. Ltd., Sunderland         | 1935 verkauft                                                          |
| 1919        | Severn (IV)     | 5295 BRT  | Short Bros. & Co. Ltd., Sunderland         | 1932 verkauft                                                          |
| 1919        | Silarus         | 5295 BRT  | C. Connell & Co. Ltd., Sunderland          | 1931 verkauft                                                          |
| 1919        | Siris           | 5295 BRT  | Harland & Wolff Ltd., Belfast              | 1942 torpediert und gesunken                                           |
| 1920        | Sarthe          | 5295 BRT  | W. Cray & Co. Ltd., West Hartlepool        | 1942 torpediert und gesunken                                           |
| 1919        | Sabor (II)      | 5295 BRT  | Earl’s SB Co. Ltd., Hull                   | 1943 torpediert und gesunken                                           |
| 1921        | Loch Katrine    | 9462 BRT  | John Brown & Co. Ltd., Clydebank           | 1942 torpediert und gesunken                                           |
| 1922        | Loch Goil       | 9462 BRT  | Harland & Wolff Ltd., Belfast              | 1943 in Gibraltar nach Bombentreffer gesunken                          |
| 1922        | Loch Monar      | 9462 BRT  | Harland & Wolff Ltd., Belfast              | 1949 außer Dienst                                                      |
| 1932 (1920) | Nagoya          | 8442 BRT  | Barclay, Curle & Co. Ltd., Glasgow         | 1920: ex Highland Warrior, Nelson Line / 1932 RML / 1936 verkauft      |
| 1932 (1915) | Nalon           | 7206 BRT  | Russell & Co. Ltd., Port Glasgow           | 1915: Nelson Line / 1932 RML / 1940 nach Luftangriff gesunken          |
| 1932 (1915) | Nasina          | 7206 BRT  | Russell & Co. Ltd., Port Glasgow           | 1915: Nelson Line / 1932 RML / 1935 verkauft                           |
| 1932 (1915) | Nela            | 7206 BRT  | Russell & Co. Ltd., Port Glasgow           | 1915: Nelson Line / 1932 RML / 1946 außer Dienst                       |
| 1932        | Araby (I)       | 4772 BRT  | A. McMillan & Co. Ltd., Dumbarton          | 1940 torpediert und gesunken                                           |
| 1932        | Brittany (I)    | 4772 BRT  | A. McMillan & Co. Ltd., Dumbarton          | 1942 torpediert und gesunken                                           |
| 1932        | Gascony         | 4772 BRT  | A. McMillan & Co. Ltd., Dumbarton          | 1938 gesunken                                                          |
| 1932        | Sicily          | 3457 BRT  | Richardson, Duck & Co. Ltd., Stockton      | 1933 verkauft                                                          |
| 1932        | Thessaly (I)    | 3457 BRT  | Richardson, Duck & Co. Ltd., Stockton      | 1933 verkauft                                                          |
| 1932        | Lombardy (I)    | 3457 BRT  | Richardson, Duck & Co. Ltd., Stockton      | 1956 außer Dienst                                                      |
| 1938        | Loch Avon (I)   | 9205 BRT  | Harland & Wolff Ltd., Belfast              | 1939 torpediert und gesunken                                           |
| 1940        | Pardo (II)      | 5419 BRT  | Harland & Wolff Ltd., Belfast              | 1964 verkauft                                                          |
| 1940        | Pataro (II)     | 5419 BRT  | Harland & Wolff Ltd., Belfast              | 1965 verkauft                                                          |
| 1940        | Pampas (I)      | 5419 BRT  | Harland & Wolff Ltd., Belfast              | 1942 bei Malta nach Bombentreffer gesunken                             |
| 1941        | Palma           | 5419 BRT  | Harland & Wolff Ltd., Belfast              | 1944 bei Ceylon nach Luftangriffe gesunken                             |
| 1942        | Deseado (II)    | 9904 BRT  | Harland & Wolff Ltd., Belfast              | 1968 außer Dienst                                                      |
| 1943        | Darro (II)      | 9904 BRT  | Harland & Wolff Ltd., Belfast              | 1967 verkauft                                                          |
| 1944        | Durango         | 9904 BRT  | Harland & Wolff Ltd., Belfast              | 1966 an SS&A übertragen, Ruthenic                                      |
| 1944        | Drina (II)      | 9904 BRT  | Harland & Wolff Ltd., Belfast              | 1966 an SS&A übertragen, Romanic                                       |
| 1943        | Loch Ryan       | 9904 BRT  | Furness SB Co. Ltd., Halverton             | 1967 verkauft                                                          |
| 1944        | Pampas (II)     | 5596 BRT  | Harland & Wolff Ltd., Belfast              | 1964 verkauft                                                          |
| 1944        | Parima          | 5596 BRT  | Harland & Wolff Ltd., Belfast              | 1962 verkauft                                                          |
| 1944        | Paraguay        | 5596 BRT  | Harland & Wolff Ltd., Belfast              | 1964 verkauft                                                          |
| 1945        | Pilcomayo       | 5596 BRT  | Harland & Wolff Ltd., Belfast              | 1964 verkauft                                                          |
| 1946        | Teviot (II)     | 7085 BRT  | SB Corporation, Newcastle                  | 1960 außer Dienst                                                      |
| 1946        | Tweed (II)      | 7085 BRT  | SB Corporation, Newcastle                  | 1959 außer Dienst                                                      |
| 1947        | Loch Avon (II)  | 8617 BRT  | Harland & Wolff Ltd., Belfast              | 1967 verkauft                                                          |
| 1947        | Loch Garth (II) | 8617 BRT  | Harland & Wolff Ltd., Belfast              | 1968 außer Dienst                                                      |
| 1947        | Barranca        | 7298 BRT  | Oregon SB Corporation, Portland            | 1956 verkauft                                                          |
| 1947        | Balantia (II)   | 7298 BRT  | Bethlehem-Fairfield SB Corp., Baltimore    | 1958 verkauft                                                          |
| 1947        | Berbice (II)    | 7298 BRT  | New England SB Corp., Boston               | 1958 verkauft                                                          |
| 1947        | Beresina        | 7298 BRT  | New England SB Corp., Boston               | 1956 verkauft                                                          |
| 1952        | Ebro (IV)       | 7791 BRT  | Harland & Wolff Ltd., Belfast              | 1969 verkauft                                                          |
| 1952        | Essequibo (III) | 7791 BRT  | Harland & Wolff Ltd., Belfast              | 1968 verkauft                                                          |
| 1953        | Escalante       | 7791 BRT  | Harland & Wolff Ltd., Belfast              | 1970 verkauft                                                          |
| 1953        | Eden (II)       | 7791 BRT  | Harland & Wolff Ltd., Belfast              | 1969 verkauft                                                          |
| 1954        | Loch Gowan      | 9718 BRT  | Harland & Wolff Ltd., Belfast              | 1970 außer Dienst                                                      |
| 1956        | Tuscany         | 7299 BRT  | Harland & Wolff Ltd., Belfast              | 1970 verkauft                                                          |
| 1957        | Thessaly (II)   | 7299 BRT  | Harland & Wolff Ltd., Belfast              | 1971 verkauft                                                          |
| 1957        | Picardy         | 7299 BRT  | Harland & Wolff Ltd., Belfast              | 1971 verkauft                                                          |
| 1957        | Albany          | 7299 BRT  | Harland & Wolff Ltd., Belfast              | 1971 verkauft                                                          |
| 1957        | Loch Loyal      | 11035 BRT | Harland & Wolff Ltd., Belfast              | 1971 verkauft                                                          |
| 1968 (1962) | Abadesa         | 13398 BRT | Swan, Hunter & W. R. Ltd., Newcastle       | 1962: Houlder Line / 1968 RML / 1972 verkauft                          |
| 1968 (1946) | Duquesna        | 10783 BRT | Hawthorn, Leslie & Co. Ltd., Newcastle     | 1946: Houlder Line / 1968 RML / 1970 außer Dienst                      |
| 1968 (1949) | Douro (II)      | 10783 BRT | Hawthorn, Leslie & Co. Ltd., Newcastle     | 1949: Houlder Line / 1968 RML / 1972 außer Dienst                      |
| 1970 (1966) | Orcoma          | 10300 BRT | Harland & Wolff Ltd., Belfast              | 1966: PSNCo / 1970 RML / 1979 verkauft                                 |

### Containerschiffe
| Jahr | Name        | Tonnage  | Werft                                    | Status/Schicksal                      |
| ---- | ----------- | -------- | ---------------------------------------- | ------------------------------------- |
| 1972 | Orbita      | 12321 GT | Cammell Laird & Co. Ltd., Birkenhead     | Mit PSNCo als Manager / 1980 verkauft |
| 1972 | Orduna      | 12321 GT | Cammell Laird & Co. Ltd., Birkenhead     | Mit PSNCo als Manager / 1984 verkauft |
| 1972 | Ortega      | 12321 GT | Cammell Laird & Co. Ltd., Birkenhead     | Mit PSNCo als Manager / 1982 verkauft |
| 1978 | Oroya       | 9015 GT  | Lithgows Ltd., Port Glasgow              | Mit PSNCo als Manager / 1985 verkauft |
| 1978 | Oropesa     | 9015 GT  | Lithgows Ltd., Port Glasgow              | Mit PSNCo als Manager / 1985 verkauft |
| 1984 | Andes (III) | 32150 GT | Hyundai Heavy Industries Co. Ltd., Ulsan | 1990 an Hamburg Süd übertragen        |